# Die Hammer-Soap – Heimwerker im Glück
Die Hammer-Soap – Heimwerker im Glück ist eine deutsche Doku-Soap und eine Produktion von spin tv, die auf dem Privatsender RTL II ausgestrahlt wird. Der Start der Serie war am 26. Juni 2003 und derzeit existieren vier Staffeln der Sendung, wobei eine Staffel aus ca. 15 Folgen besteht (die dritte und die vierte Staffel sind jedoch bedeutend kürzer). Am Montag, dem 12. Juni 2006 startete die vierte Staffel, wobei eine lange Pause nach der dritten war. In dieser Staffel war auch die Band Planlos zu sehen. Eine Folge dauert (mit Werbeunterbrechungen) eine Stunde. Zudem gibt es eine Zusammenfassung der ersten Staffel in Spielfilmlänge.
Die Handlung besteht darin, dass sich „ganz normale Menschen“ als Heimwerker versuchen. Bei Renovierungsarbeiten, Umzügen oder anderen Arbeiten werden sie dann ständig von der Kamera begleitet. Einige der Personen treten dabei die ganze Staffel und sogar darüber hinaus auf. In jeder Folge werden jedoch auch Menschen gezeigt, die nur in dieser vorkommen. Dabei handelt es sich meist um Verzweifelte, die den „Profiheimwerker“ Mark Kühler zu Hilfe rufen, der ihnen dann zeigt, wie es gemacht wird.
Maurizio Tutti, einer der in der Hammer-Soap gezeigten Heimwerker, wurde später einer der Moderatoren der ebenfalls von spin tv produzierten und bei RTL II ausgestrahlten Sendung Wir ziehen um! – Tutti & Rita packen’s an.